# Nick Van Exel
Nick Van Exel (Kenosha, Wisconsin, SAD, 27. studenoga 1971.) je bivši američki košarkaš.
Studirao je na Cincinnatijskom sveučilištu. Los Angeles Lakersi su ga 1993. na draftu izabrali u 2. krugu. Bio je ukupno 37. po redu izabrani igrač.

## Vanjske poveznice
- NBA.com